# Richard Kuhn
Richard Johann Kuhn (Wenen, 3 december 1900 – Heidelberg, 1 augustus 1967) was een in Oostenrijk geboren Duits biochemicus en Nobelprijswinnaar.

## Biografie
Kuhn was de zoon van Richard Clemens Kuhn, een hydraulica-ingenieur en de onderwijzeres Angelika Rodler Kuhn. Kuhn groeide op in Wenen. Tien jaar lang werd hij thuis door zijn moeder onderwezen voordat hij het Döblinger Gymnasium betrad. Daar was hij tussen 1910 en 1918 klasgenoot van een andere toekomstige Nobelprijslaureaat, Wolfgang Pauli. Na zijn afstudering werd hij ingelijfd in het Duitse (Oostenrijk-Hongaarse) leger en diende tot het einde van de Eerste Wereldoorlog in november 1918.
Na zijn ontslag uit militaire dienst ging Kuhn scheikunde studeren in Wenen en München, waar hij studeerde onder Richard Willstätter en in 1922 afstudeerde op enzymen. Na een korte periode als Willstätters assistent ging hij naar de Eidgenössische Technische Hochschule Zürich alwaar hij drie jaar lang aanbleef als hoogleraar algemene en analytische scheikunde. In 1929 ging hij naar de universiteit van Heidelberg waar hij vanaf 1937 hoofd van de scheikundeafdeling was.
In 1928 huwde hij Daisy Hartmann en het koppel kreeg later twee zonen en vier dochters. Kuhn overleed op 66-jarige leeftijd te Heidelberg.

## Werk
Kuhns studies omvatten: carotenoïden, stereochemie, vitamines en enzymen. Zijn vroegste werk betrof carotenoïden. Een van deze substanties is caroteen, de kleurstof die in wortelen wordt gevonden en waarvan de chemische formule eerder al was bepaald door Willstätter aan de Universiteit van München. Kuhn ontdekte dat caroteen een voorloper is van vitamine A. Bovendien ontdekte hij en zijn collega's dat carotenoïden in talrijke planten en dieren voorkomt en dat vitamine A een essentieel onderdeel is voor de instandhouding van de slijmvliezen.
In de jaren 1930 verlegde Kuhn zijn aandacht naar de in water oplosbare vitamine B-groep. Samenwerkend met andere wetenschappers isoleerde hij in 1935 een kleine hoeveelheid vitamine B2 (riboflavin) van afgeroomde melk, en de antidermatitis vitamine B6 (pyridoxine) in 1938. Voor dit werk werd hem in 1938 de Nobelprijs voor de Scheikunde toegekend voor zijn werk aan carotenoïden en vitaminen, maar hij kon de prijs pas na de Tweede Wereldoorlog in ontvangst nemen.
Gedurende het naziregime collaborateerde Kuhn met hoogeplaatste nazikopstukken, veroordeelde hij openlijk Joodse collega's en werkte mee aan hun uitsluiting om wetenschappelijk werk te doen toen dat verboden werd onder de Duitse wet. In 1944 ontwikkelde Kuhn een pesticoide, de organofosforverbinding Soman, dat later door een andere scheikundige tot een dodelijke zenuwgas werd verwerkt. Niettemin werd hij na de oorlog benoemd tot directeur van het Max-Planck-instituut voor medisch onderzoek.

## Erkenning
Kuhn ontving verscheidene eerbetoon en onderscheidingen ter erkenning van zijn werk. Hij ontving eredoctoraten van de Technisch Hogeschool München (1960), de Universiteit van Wenen (1960) en de Universiteit van St. Maria, Brazilië (1961). Een groot aantal medailles en prijzen viel hem ten deel. Kuhn was ook lid van vele wetenschappelijk genootschappen.
1901: Van 't Hoff ·
1902: E. Fischer ·
1903: Arrhenius ·
1904: Ramsay ·
1905: Baeyer ·
1906: Moissan ·
1907: Buchner ·
1908: Rutherford ·
1909: Ostwald ·
1910: Wallach ·
1911: Curie ·
1912: Grignard, Sabatier ·
1913: Werner ·
1914: Richards ·
1915: Willstätter ·
1918: Haber ·
1920: Nernst ·
1921: Soddy ·
1922: Aston ·
1923: Pregl ·
1925: Zsigmondy ·
1926: Svedberg ·
1927: Wieland ·
1928: Windaus ·
1929: Harden, Euler-Chelpin ·
1930: H. Fischer · 
1931: Bosch, Bergius ·
1932: Langmuir ·
1934: Urey ·
1935: F. Joliot-Curie, I. Joliot-Curie ·
1936: Debye ·
1937: Haworth, Karrer ·
1938: Kuhn ·
1939: Butenandt, Ružička ·
1943: Hevesy · 
1944: Hahn ·
1945: Virtanen ·
1946: Sumner, Northrop, Stanley ·
1947: Robinson · 
1948: Tiselius · 
1949: Giauque ·
1950: Diels, Alder ·
1951: McMillan, Seaborg ·
1952: Martin, Synge ·
1953: Staudinger ·
1954: Pauling ·
1955: Vigneaud ·
1956: Hinshelwood, Semjonov ·
1957: Todd ·
1958: Sanger ·
1959: Heyrovský ·
1960: Libby ·
1961: Calvin ·
1962: Perutz, Kendrew ·
1963: Ziegler, Natta ·
1964: Hodgkin ·
1965: Woodward ·
1966: Mulliken ·
1967: Eigen, Norrish, Porter ·
1968: Onsager ·
1969: Barton, Hassel ·
1970: Leloir ·
1971: Herzberg ·
1972: Anfinsen, Moore, Stein · 
1973: E.O. Fischer, Wilkinson · 
1974: Flory ·
1975: Cornforth, Prelog ·
1976: Lipscomb ·
1977: Prigogine · 
1978: Mitchell ·
1979: Brown, Wittig ·
1980: Berg, Gilbert, Sanger ·
1981: Fukui, Hoffmann ·
1982: Klug ·
1983: Taube ·
1984: Merrifield ·
1985: Hauptman, Karle ·
1986: Herschbach, Lee, Polanyi ·
1987: Cram, Lehn, Pedersen ·
1988: Deisenhofer, Huber, Michel ·
1989: Altman, Cech ·
1990: Corey ·
1991: Ernst ·
1992: Marcus ·
1993: Mullis, Smith ·
1994: Olah ·
1995: Crutzen, Molina, Rowland ·
1996: Curl, Kroto, Smalley ·
1997: Boyer, Walker, Skou ·
1998: Kohn, Pople ·
1999: Zewail ·
2000: Heeger, MacDiarmid, Shirakawa ·
2001: Knowles, Noyori, Sharpless ·
2002: Fenn, Tanaka, Wüthrich ·
2003: Agre, MacKinnon ·
2004: Ciechanover, Hershko, Rose ·
2005: Grubbs, Schrock, Chauvin ·
2006: Kornberg ·
2007: Ertl ·
2008: Shimomura, Chalfie, Tsien ·
2009: Steitz, Yonath, Ramakrishnan ·
2010: Heck, Negishi, Suzuki ·
2011: Shechtman ·
2012: Kobilka, Lefkowitz ·
2013: Karplus, Levitt, Warshel ·
2014: Betzig, Hell, Moerner ·
2015: Lindahl, Modrich, Sancar ·
2016: Sauvage, Stoddart, Feringa ·
2017: Dubochet, Frank, Henderson · 
2018: Arnold, Winter, Smith ·   
2019: Goodenough, Whittingham, Yoshino ·
2020: Charpentier, Doudna ·
2021: List, MacMillan ·
2022: Bertozzi, Meldal, Sharpless ·
2023: Bawendi, Brus, Jekimov ·
2024: Baker, Hassabis, Jumper